# 赫特福德大学
赫特福夏大學（英語：University of Hertfordshire）创建于1952年，位于英国赫特福夏郡的哈特菲爾德，是一間有超过27,500名学生、2,500名教職員的综合性大学。它有5,200名国际学生，和十六万名校友，2008年的学术评估，该校85%的研究项目达到国际先进水平。

## 历史
1951年，德哈维兰飞机公司将其厂区的靠近A1公路的厂区交给赫特福夏郡自治政府作为教育用途，政府在此地创建了赫特福夏技术学院，用于培养航空航天工程人员，1967年该学院成为大专院校，1992年，该校脱离赫特福夏郡政府成为自治的大学。

## 校区
赫特福夏大學现有3个校区
- College Lane校区： 位于哈特非尔德，作为该校的主要校区，还是建立在以前赫特福夏技术学校的基础上，但是作了很多更新和增加了很多设施，比如学习资源中心，学习资源中心是一种高度计算机化的图书馆，College Lane 校区的Learning Resources Centre, (LRC) 是英国此类图书馆中规模最大的一座。College Lane 校区主要教授计算机，工程，自然科学。大學於2014年中起至今已投放了超過1億2000萬鎊興建多座學生宿舍以及周邊設施。
- 德哈維蘭校区：也位于哈特非尔德，是该大学最新的校区，建立在前英国航空集团的厂址之上，商学院，人文和教育学院使用该小区，这里还有一个相对较小的学习资源中心。
- 聖奧爾本斯城区：位于哈特非尔德外地聖奧爾本斯。是法学院的所在地；而位於城中心的聖奧爾本斯座堂為英格蘭其中一間最大及歷史悠久的教堂，亦是大學年9月畢業典禮的場地。

另外，赫特福夏大學在赫特福夏镇以外的田野里拥有拜福德博利中心，作为天文、植物、地理、环境等学科的实习场所。
该大学在历史、航空航天工程、计算机、生命科学、天文学、哲学、护理和药学上有较强的实力。
赫特福夏大學学生会主要适用 College Lane校区活动，现有酒吧夜总会各一座，新的在英国处于先进水平的学生活动中心于2009年9月建成，拥有英国目前最先进的硬件设施。

## 院系
赫特福夏大學在航空航天工程，和计算机科技上有很强的实力，近期，药学，历史，地理，天文等学科也取得了很好的成绩。
赫特福夏大學有8个学院
- 創意藝術学院（包括艺术和设计系，电影音乐和媒体系）
- 赫特福夏商学院
- 赫特福夏法学院
- 物理、工程和電腦科學院
- 健康與社會工作学院
- 生命科學與醫學院
- 教育学院
- 交叉学院

## 校园设施
赫特福夏大學十年以来投入超过大量资金使其教育，研究设施和校园环境在英国大学中处于先进水平。
2009年9月建成使用的学生活动中心在英国处于领先水平，它拥有各种娱乐设施、商铺、酒吧、咖啡铺，等等，还拥有一个能同时容纳350人就餐的学生餐厅，和一共能容纳2000人并举行音乐会的俱乐部。
赫特福夏大學投入和2亿英镑升级其教育和研究设施。
2003/04学年使用的具有英国先进水平的de Havilland Campus耗资1亿2千万英镑，提供了一个21世纪的学习和研究环境。
获得多个奖项的学习资源中心是全欧洲最大的此类信息化图书馆之一，该校两个学习资源中心一周服务6天，媒体服务24小时，可同时容纳2600学生学习。
StudyNet, 提供一个全面的虚拟学习系统，并且提供全面的学生服务，处于英国同类学习系统的先进水平
位于de Havilland Campus的赫特福夏运动村耗资1500万英镑，是当地最好的运动健身设施。
耗资450万英镑建成的创新中心提供800平方米的办公环境。
由于该校的便利的地理位置，使该校的很多学生和雇员驾车，为了减少环境压力，对该校的停车位的压力，该校拥有一个公交公司UNO，以哈特菲尔德为中心提供赫特福夏郡和西北部伦敦的公交服务，对学生和雇员提供折扣的公交服务。同时一个投资超过100万英镑的PARK & RIDE停车场也已经建成,有穿梭巴士和校园相连。

## 传统
該校的学术服装用于正式的场合，比如在圣奥尔本斯座堂举行的毕业典礼。获学士学位者穿黑色的长袍，白色坎肩。硕士长袍与学士相似，但使用紫色坎肩，在不同的学院之间没有区别。获博士者穿红紫色长袍，
該校在1992年被授予盾徽，该盾徽中的橡树来自前哈特菲尔德民政教區的區徽，盾徽中的英仙座星座象征了先前的赫特福夏技術學院。羽冠代表该校是由一个航空工业专门学院发展起来的。两只雄鹿代表赫特福夏郡。
该校的权杖在1999年由英国著名手工艺人制造，它形象的象征了该校的起源，专长。它的形状像一个飞机机翼，权杖上的黄道图案象征了该校在天文学上的贡献，权杖上也有DNA的图案象征了该大学在药学上去的的成就。